# Paralovricia
Paralovricia is een geslacht van kevers uit de familie van de loopkevers (Carabidae). De wetenschappelijke naam van het geslacht is voor het eerst geldig gepubliceerd in 2011 door Giachino, Gueorguiev & Vailati.

## Soorten
Het geslacht Paralovricia is monotypisch en omvat slechts de volgende soort:
- Paralovricia beroni Giachino, Gueorguiev & Vailati, 2011